# Харченко, Луиза
Луиза Харченко (род. 5 июля 1992) — российская самбистка и дзюдоистка, бронзовый призёр чемпионата России по дзюдо, мастер спорта России по самбо и дзюдо. Занимается борьбой с 12 лет.

## Спортивные результаты
- Чемпионат СКФО по дзюдо среди молодёжи — ;
- Чемпионат ЮФО по дзюдо 2010 года — ;
- 5.9.2011, Чемпионат России по дзюдо 2011 года (Казань) — ;
- 5.4.2013, Первенство России по дзюдо среди молодёжи 2013 года (Тюмень) — 5 место.
- Чемпионат СКФО 2014 года (Нальчик) — ;
- Чемпионат общества «Динамо» по дзюдо 2015 года — [1];